# Misled
Misled è una canzone della cantante canadese Céline Dion del suo terzo album in studio in lingua inglese, The Color of My Love (1993), pubblicata come terzo singolo promozionale nel marzo 1994 in tutto il mondo. Il brano è stato scritto da Peter Zizzo e Jimmy Bralower, mentre la produzione è stata curata da Ric Wake. Misled ebbe un ottimo successo raggiungendo la prima posizione della classifica americana Billboard Dance Club Songs. Il singolo raggiunse anche la quarta posizione in Canada, il 15º posto nel Regno Unito e il 23° negli Stati Uniti.

## Contenuti
Il singolo è stato pubblicato nella primavera del 1994 in tutto il mondo e in diverse versioni e formati. Negli Stati Uniti fu rilasciato un CD contenente sei tracce tra le quali la versione album del brano e cinque remix della stessa traccia. In Europa il singolo è uscito insieme a due brani scritti da Diane Warren: Love Can Move Mountains (tratto dall'album Celine Dion) e Real Emotion (tratto dall'album The Colour of My Love) e insieme alla versione Remix di Misled. Nel 1995 fu rilasciata una riedizione del singolo nel Regno Unito, contenente sei diverse versioni della canzone: Album Version, E-Smoove's Mission 7", E-Smoove's Mission 12", Mission Dub, MK Club Radio Mix, MK Club Mix.
Nel 2008, il singolo fu incluso nell'edizione europea del greatest hits pubblicato dalla Dion, My Love: Ultimate Essential Collection.

## Videoclip musicale
Per la promozione del singolo fu girato un videoclip musicale, diretto da Randee St. Nicholas e pubblicato nel giugno 1994. Il videoclip è stato realizzato con scene che mostrano una Dion che posa davanti a uno specchio mentre litiga con il suo fidanzato e altre scene che vedono Céline esibirsi in un club davanti a molti ammiratori. Il video è stato incluso nella raccolta DVD di Céline Dion pubblicata nel 2001, All the Way... A Decade of Song & Video e nel CD singolo pubblicato nel Regno Unito di A New Day Has Come.

## Recensioni da parte della critica
Facendo riferimento alle "voci fortemente risonanti e multi aromatizzate", l'editore del Chicago Tribune, Brad Webber, scrisse: "In The Colour of My Love, devi scavare in profondità per trovarle, sebbene, oltre le radici distorte di un'imitazione di Janet Jackson (Misled e Think Twice). L'editore Jose F. Promis di AllMusic recensì il singolo e lo valutò con 4 stelle su 5, scrivendo "Il singolo si apre con la versione definitiva e muscolosa dell'album ed è seguito da un "Groove Edit", che è un brano soul e hip-hop. Le tracce tre e quattro sono MK Radio Remix e Richie Jones Club Mix, che sono due remix house lisci ed eleganti. Il singolo si chiude con la traccia più profonda, la versione house MK's History Mix." Promis conclude la recensione definendo questo singolo "una rarità nel repertorio di Dion: è piena di sentimento, impertinente, esuberante, accampata e quasi semplicemente cattiva, e funziona, dando luogo a un punto culminante dimenticato e definitivo (e stranezza) nella illustre carriera del cantante." Dave Sholin del Gavin Report scrisse:"Menziona il nome Céline Dion e molte persone sono inclini a pensare alle sue ballate di successo. A dire il vero, questa cantautrice franco-canadese ha avuto alcuni dei più grandi successi del decennio. Ma è altrettanto comoda nel riprendere il ritmo, cosa che fa con facilità su questa brillante e stretta produzione di Ric Wake."

## Successo commerciale
In Canada, Misled è entrato nella RPM 100 Hit Tracks nel marzo 1994, raggiungendo il picco alla quarta posizione due mesi dopo. Il singolo ebbe più successo nella RPM Adult Contemporary Tracks, dove si posizionò alla numero due rimanendovi per cinque settimane. Secondo la rivista canadese The Record, la canzone raggiunse la settima posizione della classifica dei singoli più venduti in Canada. Negli Stati Uniti, il singolo debuttò nella Billboard Hot 100 nell'aprile 1994, raggiungendo nel giugno 1994 la posizione numero ventitré. Il successo arrivò nella Billboard Dance Club Songs, dove per la prima volta la Dion raggiunse la prima posizione rimanendovi per due settimane. In America Misled si posizionò anche nella Billboard Hot Adult Contemporary Tracks, dove raggiunse la numero quindici. La canzone ebbe un discreto successo anche nel Regno Unito. Originariamente Misled raggiunse la numero 40 della classifica nell'aprile 1994. Tuttavia, dopo la riedizione, raggiunse un nuovo picco, salendo in quindicesima posizione nel novembre 1995. Il singolo entrò anche nella classifica australiana nel maggio 1994 dove raggiunse la numero 55 nel mese successivo. Nel giugno 1994, Misled debuttò anche nelle classifiche di Nuova Zelanda e Germania, dove raggiunse rispettivamente le posizioni numero 31 e 83.

## Interpretazioni dal vivo
Céline Dion interpretò Misled durante il programma televisivo americano The Tonight Show with Jay Leno, nel maggio 1994. Il brano fu cantato anche durante le tournée The Colour of My Love Tour, Falling into You: Around the World. Le versioni live della canzone sono state incluse negli album video live della Dion: The Color of My Love Concert (1995), Live à Paris (1996) e Live in Memphis VHS (1998).

## Formati e tracce
CD Singolo (Australia) (Epic: 660258 1)
1. Misled – 3:30 (Peter Zizzo, Jimmy Bralower)
2. Real Emotion – 4:26 (Diane Warren)
3. Misled (The Serious Mix) – 7:28 (Zizzo, Bralower)
4. Misled (Hub Dub) – 6:13 (Zizzo, Bralower)

CD Singolo (Europa; Regno Unito) (Columbia: 660370 2; Epic: 660292 2)
1. Misled – 3:30 (Zizzo, Bralower)
2. Love Can Move Mountains (Album Version) – 4:53 (Warren)
3. Real Emotion – 4:26 (Warren)
4. Misled (Remix) – 7:22 (Zizzo, Bralower)

CD Maxi Singolo (Europa; Regno Unito) (Columbia: 660370 5; Epic: 660292 5)
1. Misled (Album Version) – 3:30 (Zizzo, Bralower)
2. Misled (MK Mix) – 6:41 (Zizzo, Bralower)
3. Misled (MK Dub) – 8:56 (Zizzo, Bralower)
4. Misled (MK Lead Mix) – 6:41 (Zizzo, Bralower)

CD Singolo (Europa; Stati Uniti) (Columbia: 660370 1; 550 Music: 36K 77344)
1. Misled – 3:30 (Zizzo, Bralower)
2. Real Emotion – 4:26 (Warren)

CD Singolo (Giappone) (Epic: ESCA5948)
1. Misled – 3:32 (Zizzo, Bralower)
2. Real Emotion – 4:27 (Warren)
3. Where Does My Heart Beat Now – 4:32 (testo: Robert White Johnson – musica: Taylor Rhodes)

CD Singolo Promo (Regno Unito; Stati Uniti) (Epic: XPCD 401; 550 Music: BSK 77344)
1. Misled – 3:30 (Zizzo, Bralower)

CD Singolo (Regno Unito) (Epic: 662649 5)
1. Misled (Album Version) – 3:30 (Zizzo, Bralower)
2. Je sais pas – 4:34 (testo: J. Kapler – musica: Jean-Jacques Goldman)
3. Where Does My Heart Beat Now (Live At The Olympia, Paris) – 4:59 (testo: Johnson – musica: Rhodes)
4. The Power of Love (Live At The Olympia, Paris) – 4:36 (testo: Jennifer Rush, Mary Susan Applegate – musica: Candy de Rouge, Gunther Mende)

CD Singolo (Regno Unito) (Epic: 662649 2)
1. Misled (Album Version) – 3:30 (Zizzo, Bralower)
2. Misled (E-Smoove's Mission 7") – 4:07 (Zizzo, Bralower)
3. Misled (E-Smoove's Mission 12") – 8:36 (Zizzo, Bralower)
4. Misled (Mission Dub) – 9:10 (Zizzo, Bralower)
5. Misled (MK Club Radio Mix) – 4:08 (Zizzo, Bralower)
6. Misled (MK Club Mix) – 6:41 (Zizzo, Bralower)

CD Maxi Singolo (Stati Uniti) (550 Music: 46K 77451)
1. Misled (Album Version) – 3:30 (Zizzo, Bralower)
2. Misled (The Groove Edit) – 4:43 (Zizzo, Bralower)
3. Misled (MK Radio Remix Edit) – 3:49 (Zizzo, Bralower)
4. Misled (Richie Jones Club Mix) – 7:22 (Zizzo, Bralower)
5. Misled (The Groove Mix) – 5:52 (Zizzo, Bralower)
6. Misled (MK’s History Mix) – 6:41 (Zizzo, Bralower)

LP Singolo 7" (Regno Unito; Stati Uniti) (Epic: 660292 7; Epic: 36-77344)
1. Misled – 3:30 (Zizzo, Bralower)
2. Real Emotion – 4:26 (Warren)

LP Singolo Promo 12" (Regno Unito) (Epic: XPR 2171)
1. Misled (MK Mix) – 6:41 (Zizzo, Bralower)
2. Misled (MK Dub Mix) – 8:56 (Zizzo, Bralower)

LP Singolo Promo 12" (Regno Unito) (Epic: XPR 2269)
1. Misled (E-Smoove's Mission 12") – 8:37 (Zizzo, Bralower)
2. Misled (Mission Dub) – 9:10 (Zizzo, Bralower)
3. Misled (E-Smoove's Mission 7") – 4:07 (Zizzo, Bralower)

LP Singolo 12" (Stati Uniti) (550 Music: 46 77451)
1. Misled (Richie Jones Club Mix) – 7:22 (Zizzo, Bralower)
2. Misled (MK’s History Mix) – 6:41 (Zizzo, Bralower)
3. Misled (Album Version) – 3:30 (Zizzo, Bralower)
4. Misled (MK’s Redirect Mix) – 6:57 (Zizzo, Bralower)
5. Misled (MK Dub) – 8:56 (Zizzo, Bralower)

LP (2x) Singolo 12" (Stati Uniti) (550 Music: ABD 6124)
- LP 1 (XSS 6126)

1. Misled (MK’s Redirect Mix) – 6:57 (Zizzo, Bralower)
2. Misled (MK Mix) – 6:41 (Zizzo, Bralower)
3. Misled (The Groove Mix) – 5:52 (Zizzo, Bralower)
4. Misled (Album Version) – 3:30 (Zizzo, Bralower)
5. Misled (MK’s Radio Remix Edit) – 3:49 (Zizzo, Bralower)

- LP 2 (XSS 6126)

1. Misled (Richie Jones Club Mix) – 7:22 (Zizzo, Bralower)
2. Misled (MK's History Mix) – 6:41 (Zizzo, Bralower)
3. Misled (MK Dub) – 8:56 (Zizzo, Bralower)
4. Misled (Richie Jones Dub) – 6:42 (Zizzo, Bralower)

MC Singolo (Canada; Stati Uniti) (Columbia: 38T 77344; 550 Music: 36T 77344)
1. Misled – 3:30 (Zizzo, Bralower)
2. Real Emotion – 4:26 (Warren)

MC Singolo (Regno Unito) (Epic: 662649 4)
1. Misled – 3:30 (Zizzo, Bralower)
2. Je sais pas – 4:34 (testo: Kapler – musica: Goldman)

## Versioni ufficiali
La canzone è stata pubblicata in diverse versioni remixate. I remix sono stati curati dai produttori Marc Kinchen (MK), Richie Jones, Shedrick Guy (The Groove) ed Eric Miller (E-smoove).
- Misled (Album Version) – 3:30
- Misled (E-Smoove's Mission 7") – 4:07
- Misled (E-Smoove's Mission 12") – 8:36
- Misled (Hub Dub) – 6:13
- Misled (Mission Dub) – 9:10
- Misled (MK Club Mix) – 6:41
- Misled (MK Club Radio Mix) – 4:08

- Misled (MK Dub Mix) – 8:56
- Misled (MK Lead Mix) – 6:41
- Misled (MK Mix) – 6:41
- Misled (MK Radio Remix Edit) – 3:49
- Misled (MK's History Mix) – 6:41
- Misled (MK's Redirect Mix) – 6:57

- Misled (Remix) – 7:22
- Misled (Richie Jones Club Mix) – 7:22
- Misled (Richie Jones Dub) – 6:42
- Misled (The Groove Edit) – 4:43
- Misled (The Groove Mix) – 5:52
- Misled (The Serious Mix) – 7:28

## Classifiche

### Classifiche settimanali
| Classifica (1994-1995)                                 | Posizione massima raggiunta |
| ------------------------------------------------------ | --------------------------- |
| Australia (ARIA)                                       | 55                          |
| Canada (RPM 100 Hit Tracks)                            | 4                           |
| Canada (RPM Adult Contemporary Tracks)                 | 1                           |
| Canada (The Record's Retail Singles Chart)             | 7                           |
| Europa (Eurochart Hot 100 Singles)                     | 44                          |
| Germania (Media Control Charts)                        | 83                          |
| Nuova Zelanda (The Official NZ Music Charts)           | 31                          |
| Regno Unito (Official Singles Chart Top 100)           | 15                          |
| Scozia (Official Scottish Singles Sales Chart Top 100) | 21                          |
| Stati Uniti (Billboard Dance Club Songs)               | 1                           |
| Stati Uniti (Billboard Hot 100)                        | 23                          |
| Stati Uniti (Billboard Hot Adult Contemporary Tracks)  | 15                          |
| Stati Uniti (Billboard Mainstream Top 40)              | 14                          |

### Classifiche di fine anno
| Classifica (1994)                                         | Posizione |
| --------------------------------------------------------- | --------- |
| Canada (RPM Top 100 Hit Tracks of 1994)                   | 31        |
| Canada (RPM Top 100 A/C Tracks of 1994)                   | 6         |
| Stati Uniti (Billboard Hot Dance Music Club Play Singles) | 30        |

## Crediti e personale
Registrazione
- Registrato ai Cove City Sound Studios di Glen Cove (NY)

Personale
- Arrangiato da - Rich Tancredi, Ric Wake
- Ingegnere del suono - "Ghetto" Dan Hetzel, Craig White
- Musica di - Jimmy Bralower, Peter Zizzo
- Percussioni - Shedrick Guy, A. Ricard
- Produttore - Ric Wake
- Produttore aggiuntivo - Shedrick Guy, Richie Jones, Marc Kinchen
- Produttore esecutivo - John Doelp, Vito Luprano
- Produttore remix - Shedrick Guy, Richie Jones, Marc Kinchen
- Programmazione tastiere - Eric Kupper
- Tastiere (aggiuntivo) - Kevin Grady
- Testi di - Jimmy Bralower, Peter Zizzo

## Cronologia di rilascio
| Paese       | Data           | Formato                               |
| ----------- | -------------- | ------------------------------------- |
| Australia   | marzo 1994     | CD • Musicassetta                     |
| Canada      | 1994           | Musicassetta                          |
| Europa      | 28 marzo 1994  | CD                                    |
| Giappone    | 21 aprile 1994 | CD                                    |
| Regno Unito | marzo 1994     | CD Mini • Vinile (7")                 |
| Regno Unito | 1995           | CD • Musicassetta                     |
| Stati Uniti | marzo 1994     | CD Mini • Musicassetta • Vinile (12") |
| Stati Uniti | 17 maggio 1994 | CD Maxi                               |